# Pentheria uncinata
Pentheria uncinata är en tvåvingeart som beskrevs av Lyneborg 1972. Pentheria uncinata ingår i släktet Pentheria och familjen stilettflugor. Inga underarter finns listade i Catalogue of Life.